# Zuger Pensionskasse
Die Zuger Pensionskasse mit Sitz in Zug ist eine autonome Schweizer Vorsorgeeinrichtung. Sie versichert das Staatspersonal des Kantons Zug, die Lehrkräfte der Zuger Gemeinden (mit Ausnahme der Stadt Zug) sowie die Mitarbeitenden der ihr angeschlossenen Arbeitgeber im Rahmen der 2. Säule. 
1982 wurde die Pensionskasse des Kantons Zug aus dem Zusammenschluss der Pensionskassen der Lehrer und der kantonalen Beamten gegründet. Ihre Wurzeln reichen bis 1858, als der Lehrerverein auf freiwilliger Basis eine eigene Unterstützungskasse gründete. Diese wurde 1904 unter staatlicher Mitwirkung in eine Pensions- und Krankenkasse für Lehrpersonen umgewandelt. Unabhängig davon gründeten 1916 die kantonalen Beamten ebenfalls auf freiwilliger Basis eine eigene, in genossenschaftlicher Form organisierte, Unterstützungskasse, die 1922 mit einer Verordnung des Kantonsrates zur obligatorischen, staatlichen Vorsorgeeinrichtung erklärt wurde. Nach dem Zusammenschluss der beiden Kassen erfolgten 1995 und 2008 zwei Totalrevisionen und schliesslich die Umbenennung in Zuger Pensionskasse. Per 1. Januar 2014 trat das überarbeitete Pensionskassengesetz in Kraft, welches die rechtliche, organisatorische und finanzielle Verselbständigung sowie die Führung der Pensionskasse als teilkapitalisierte Vorsorgeeinrichtung regelt. 
Heute ist die Zuger Pensionskasse eine öffentlich-rechtliche Anstalt mit eigener Rechtspersönlichkeit. Per Ende 2024 waren ihr 109 Arbeitgebende und insgesamt 12’319 aktive Versicherte sowie 4'227 Rentenbeziehende angeschlossen. Das Bilanzsumme betrug rund 5.53 Milliarden Schweizer Franken.

## Rechtsgrundlagen
Die gesetzlichen Grundlagen bilden das Bundesgesetz über die berufliche Alters-, Hinterlassenen- und Invalidenvorsorge, das Bundesgesetz über die Freizügigkeit in der beruflichen Alters-, Hinterlassenen- und Invalidenvorsorge, die dazugehörigen Verordnungen sowie das Gesetz über die Zuger Pensionskasse. Zu den Rechtsgrundlagen zählen zudem die Reglemente der Zuger Pensionskasse.

## Organisation
Oberstes Organ ist der achtköpfige Vorstand. Dieser setzt sich paritätisch aus je vier Arbeitgeber- und Arbeitnehmervertretern zusammen und wird zur Hälfte vom Regierungsrat des Kantons Zug sowie durch die angeschlossenen Arbeitgeber bzw. von den Versicherten jeweils auf vier Jahre gewählt. Das operative Tagesgeschäft obliegt der Geschäftsstelle in der Verantwortung des Geschäftsführers.